# Staatsman (Plato)
De dialoog Staatsman (Oudgrieks: Πολιτικός / Politikós; Latijn: Politicus) is een van de werken van de Atheense filosoof Plato. De Staatsman maakt deel uit van de groep late kritische dialogen. Het ogenschijnlijke onderwerp is het zoeken van een definitie van de staatsman, maar het onderwerp methodologie zit door de hele dialoog heen geweven. De structuur van deze dialoog is tamelijk complex: deze bevat niet alleen methodologische uitweidingen en een mythe, maar ook reflecties op het nut hiervan.

## Deelnemers aan het gesprek
Aanwezig zijn Socrates, Theodorus, de gast uit Elea en de jonge Socrates, maar het zijn de laatste twee die na de introductie het gesprek voeren.

## Inhoud

### Introductie(257a - 258b)
Meteen in het begin brengt Theodorus het oorspronkelijke doel in herinnering (zoals in de Sofist al was vastgelegd): een definitie te zoeken van de Sofist, de Staatsman en de Filosoof. Maar dit keer protesteert Socrates direct door erop te wijzen dat deze drie geen vergelijkbare grootheden zijn die zomaar naast elkaar mogen worden gezet. Dit lijkt al een vingerwijzing naar een van de valkuilen van de methode van onderverdelingen.

### Methode van onderverdelingen
Plato's heuristische methode van onderverdelingen (Gr. diairesis) is er om greep krijgen op de werkelijkheid door tot definities te komen van willekeurige objecten. In de Phaedrus (265c-266c) komt deze diairesis voor het eerst expliciet voor en in de Sofist speelt het een grote rol in de jacht op het fenomeen sofist.
Deze methode verloopt als volgt. Uitgaande van een te definiëren voorwerp waarvan al wel enige notie is, wordt een groot geheel genomen, bijvoorbeeld de wetenschap, en wordt daarbinnen een tweedeling aangebracht. Dat deel waaronder het gezochte voorwerp ressorteert wordt verder onderverdeeld, en zo voort, zodat de onderverdeelde gebieden steeds specifieker en nauwer worden, totdat een definitie overblijft. Als de serie van tweedelingen volmaakt is, zal deze definitie zich daardoor kenmerken, dat het grotere geheel, waartoe het te definiëren voorwerp behoort, behouden blijft, maar toch ook het specifieke onderscheid, waardoor het voorwerp zich onderscheidt van de rest, duidelijk naar voren treedt.
Hierbij ligt de vraag voor de hand waar begonnen dient te worden met onderverdelen.
Een volgende vraag is hoe die onderverdelingen gemaakt moeten worden. Een waarschuwing die Plato geeft, is dat niet blindelings moet worden afgegaan op woorden. Woorden kunnen misleidende etiketten zijn. Als voorbeeld noemt hij een onderverdeling van mensen in Grieken en Barbaren: deze verdeling is onevenwichtig, de delen zijn niet gelijkwaardig, want het woord barbaren staat voor tal van volkeren. Een vergelijkbare misvatting zou zijn de levende wezens in te delen in mensen en dieren: de onjuistheid hiervan wordt duidelijk door voor te stellen dat kraanvogels hun onderverdeling zouden maken: kraanvogels - dieren. In de Phaedrus wordt de vergelijking met het uitsnijden van vlees gemaakt; de anatomie van het dier moet worden gebruikt en dus bekend zijn, in plaats van op willekeurige plaatsen te gaan snijden, dat wil zeggen onder te verdelen. En zoals dit niet in een keer wordt beheerst, zo worden in de Sofist en in de Staatsman ook evident foute onderverdelingen gemaakt.

### Eerste poging tot definitie van de staatsman(258a - 268b)
Volgens de gast uit Elea moet het uitgangspunt zijn welke kennis iemand bezit en niet het toevallige feit dat iemand staatsman, koning of hoofd van een gemeenschap is. Er wordt dan ook begonnen met een onderverdeling van de soorten kennis: theoretisch - praktisch. Van deze twee wordt gekozen voor de theoretische kennis: een staatsman oefent het gezag immers uit op grond van de geestelijke autoriteit, niet op grond van fysieke kracht. Die eerste soort kennis wordt dan onderverdeeld in voorschrijvend en puur beoordelend (bijvoorbeeld de wiskunde). De eerste voorschrijvende soort wordt dan verder onderverdeeld in voorschrijvend op eigen gezag en op andermans gezag (bijvoorbeeld een stadsomroeper). Dan wordt het onderscheid gemaakt dat binnen deze eerste groep voorgeschreven kan worden met betrekking tot levende wezens of met betrekking tot levenloze zaken (bijvoorbeeld de architect). Vervolgens is er een onderscheid binnen deze eerste groep tussen: met betrekking tot een groep, of met betrekking tot individuele wezens (bijvoorbeeld paardendressuur). En nu wil de jonge Socrates in zijn voorbarigheid die levende wezens onderverdelen in mensen en dieren, de bovengenoemde fout.
Na de correctie door de gast uit Elea neemt de serie van onderverdelingen een wat kolderieke wending: de levende wezens worden onderverdeeld in water- en landdieren; de landdieren in de gevleugelden en degenen die lopen; de laatste weer in de groep met en zonder horens; die laatste valt uiteen in de groep die kan mengen met andere soorten (zoals paard en ezel) en de groep die dat niet kan en van deze laatste bestaan er viervoeters en tweevoeters. De staatsman is zo een herder van een kudde tweevoeters die niet kunnen mengen en geen vleugels hebben.
Via deze methode is wel een definitie gevonden, maar deze is niet noodzakelijk correct. Zo zullen bijvoorbeeld bakkers en artsen met recht protesteren, zeggende dat zij ook hoeders van deze kudde zijn (waarbij zij dan ook nog eens de staatsman zelf in hun zorg meenemen).

### Mythe(268d - 274e)
Plato last nu een mythe van eigen vinding in, volgens welke het hele universum van tijd tot tijd van draairichting verandert, zodat bijvoorbeeld de zon in het westen opkomt en ondergaat in het oosten. In zo'n periode worden mensen steeds jonger en hun sterven is een in de grond verdwijnen. Dit is de periode dat de Goden de wereld met hun zorg begeleiden, waarin alle dieren tam zijn en de menselijke geboorte niet plaatsvindt middels moeizame baring, maar mensen, net als gras, uit de aarde ontstaan. Zo'n periode houdt op wanneer de God het universum loslaat en aan zijn eigen lot overlaat. Aanvankelijk staat het universum dan nog wel onder invloed van hetgeen het in de vorige periode heeft meegemaakt, maar allengs gaat het noodzakelijkerwijs bergafwaarts.
De les die uit deze mythe getrokken moet worden, is dat de koning, die zojuist gedefinieerd werd, te veel trekken had van een goddelijke herder, het beeld was te idyllisch voor de huidige tijd. Zo is bijvoorbeeld helemaal vergeten een onderscheid te maken tussen een tiran en een koning, dat wil zeggen diegene die met geweld gezag moet afdwingen en diegene die regeert met instemming van de onderdanen.
Ook hetgeen verderop wordt gezegd (300c en 301e), dat de ideale staatsman weliswaar regeert op grond van perfecte kennis en daar genoeg aan heeft, maar dat in deze wereld daarvoor in de plaats wetten zijn gekomen, is een element dat deze mythe heeft voorbereid.

### Hernieuwde plaatsbepaling van de staatsman(277d - 311c)
Hiermee is de moeilijkheid van de concurrenten (zij die volgens de definitie ook aanspraak konden maken op de titel van staatsman) nog niet afgedaan. Gebruikmakend van een analogie, die van het weven (dat zelf ook weer middels een diairesis gedefinieerd wordt) is er de realisatie dat er een onderscheid gemaakt moet worden tussen datgene wat hulpmiddel is bij het tot stand komen van iets en datgene waar alles bij elkaar komt. Tot het reilen en zeilen van een staat dragen allerlei beroepsgroepen bij als handelaars, koks, kleermakers en priesters. En dan is er ook nog die rare groep die sofist wordt genoemd en die door velen ook als staatsman wordt gezien.
Om deze nu te kunnen onderscheiden van de staatsman, moeten de reëel bestaande vormen van bestuur bekeken worden. Een staat kan door een, enkele, of velen bestuurd worden. De tweedeling hanterend tussen de vorm waarbij wel en niet aan wetten gehoorzaamd wordt, zijn die staatsvormen respectievelijk monarchie en tirannie, aristocratie en oligarchie en twee keer democratie. Dat er geen twee verschillende woorden zijn voor de twee soorten democratie, verhindert niet deze toch als tweesoortig te beschouwen, immers, aan het begin was al gezegd dat woorden niet blindelings gevolgd moesten worden. Hierbij wordt gezegd dat de democratie enerzijds de minst slechte is in slechte omstandigheden (illegaal), maar anderzijds de staatsvorm is die het minst goed kan zijn (legaal). Dit komt doordat de macht, zowel om goed als om verkeerd te handelen, daar het meest verspreid is. Andersom is een monarchie onder goede omstandigheden het best, maar onder slechte omstandigheden (tirannie) het meest desastreus.
Terugkerend tot de definitie: nadat de onderverdeling is gemaakt en hulp-bestanddelen als artsen, priesters en handelaars apart zijn gezet, blijven als serieuze pretendenten op de titel van staatsman nog over: rechters, veldheren en redenaars. Ze hebben een functie in de staat en die kunnen ze goed uitvoeren op grond van hun kennis, maar de meta-vraag of ze, en zo ja wanneer, hun functie moeten uitoefenen, ligt bij een ander persoon, te weten de gezochte staatsman. En zo, teruggrijpend op de analogie met het weven, blijkt de staatsman nu degene te zijn die alle elementen van de staat zo goed mogelijk samenweeft.
Het belang van dit resultaat is een vijftiental bladzijden eerder al gerelativeerd door Plato. Zijn opmerking daar (285d) dat het primair gaat om een oefening in dialectiek, veeleer dan om het vinden van een definitie van de staatsman, belicht een belangrijk aspect van Plato's werk. Het is naar aanleiding van deze opmerking dat Victor Goldschmidt stelde dat de Platonische dialoog meer dan bepaalde kennis over te dragen de intentie heeft de lezer te vormen. Een platonische dialoog is verder ook geen dogmatische uiteenzetting, maar maakt aan de hand van een voorbeeld een bepaalde methode aanschouwelijk.

## Sofist, Filosoof en Staatsman
Aan het begin van de Sofist (217a) zegt Socrates dat hij graag van de bezoeker uit Elea wil vernemen hoe bij hem wordt aangekeken tegen de drie typen mens: Sofist, Filosoof en Staatsman. In de Staatsman wordt hieraan gerefereerd met de vraag welke van de drie de gast uit Elea nu besproken wil zien. Hieruit is wel geconcludeerd dat Plato van plan was ook nog een dialoog, getiteld Filosoof te schrijven, maar dat hij daar nooit aan is toegekomen. Volgens sommigen is dit echter niet noodzakelijkerwijs het geval. Immers, hier in de Staatsman blijkt eigenlijk dat de ware staatsman samenvalt met de ware filosoof, wat voor lezers van Plato's Staat niet als een verrassing zal komen. Verder is de vraag wat de inhoud van deze dialoog geweest zou moeten zijn: gaat het hele oeuvre van Plato al niet over de filosoof, deels in concreto ingevuld door de persoon van Socrates? De passage in de Sofist (253e) waar gezegd wordt dat de filosoof degene is die de dialectiek beheerst, wordt hier dan als een voorbeeld van gezien. Anderen interpreteren deze passage juist als een verwijzing naar de nog te volgen dialoog over de filosoof.

## Intertextualiteit
Dit gesprek is een vervolg op het gesprek dat in de Sofist gevoerd werd. De personen die daar aanwezig waren keren hier terug. Alleen is hier Theaetetus een zwijgende toehoorder, hetgeen in de Sofist gold voor de jonge Socrates.
- Bibliothèque nationale de France: cb12320897s (data)
- Gemeinsame Normdatei: 4132896-6
- Library of Congress Control Number: n85087808
- Nationale Bibliotheek van Israël: 987007366279905171
- Système universitaire de documentation: 027277941
- Virtual International Authority File: 178649493